# Raphael von Erlanger

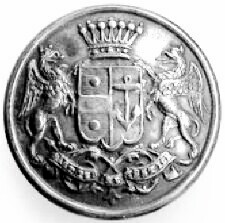
Wappen der Freiherren von Erlanger

Raphael Erlanger, ab 1859/1860 von Erlanger, ab 1871 Freiherr von Erlanger, (* 27. Juni 1806 in Wetzlar; † 30. Januar 1878 in Frankfurt am Main) war ein deutscher Bankier, der 1848 das Frankfurter Bankhaus Erlanger & Söhne gründete, das später nach Wien, Paris und London expandierte.

## Leben

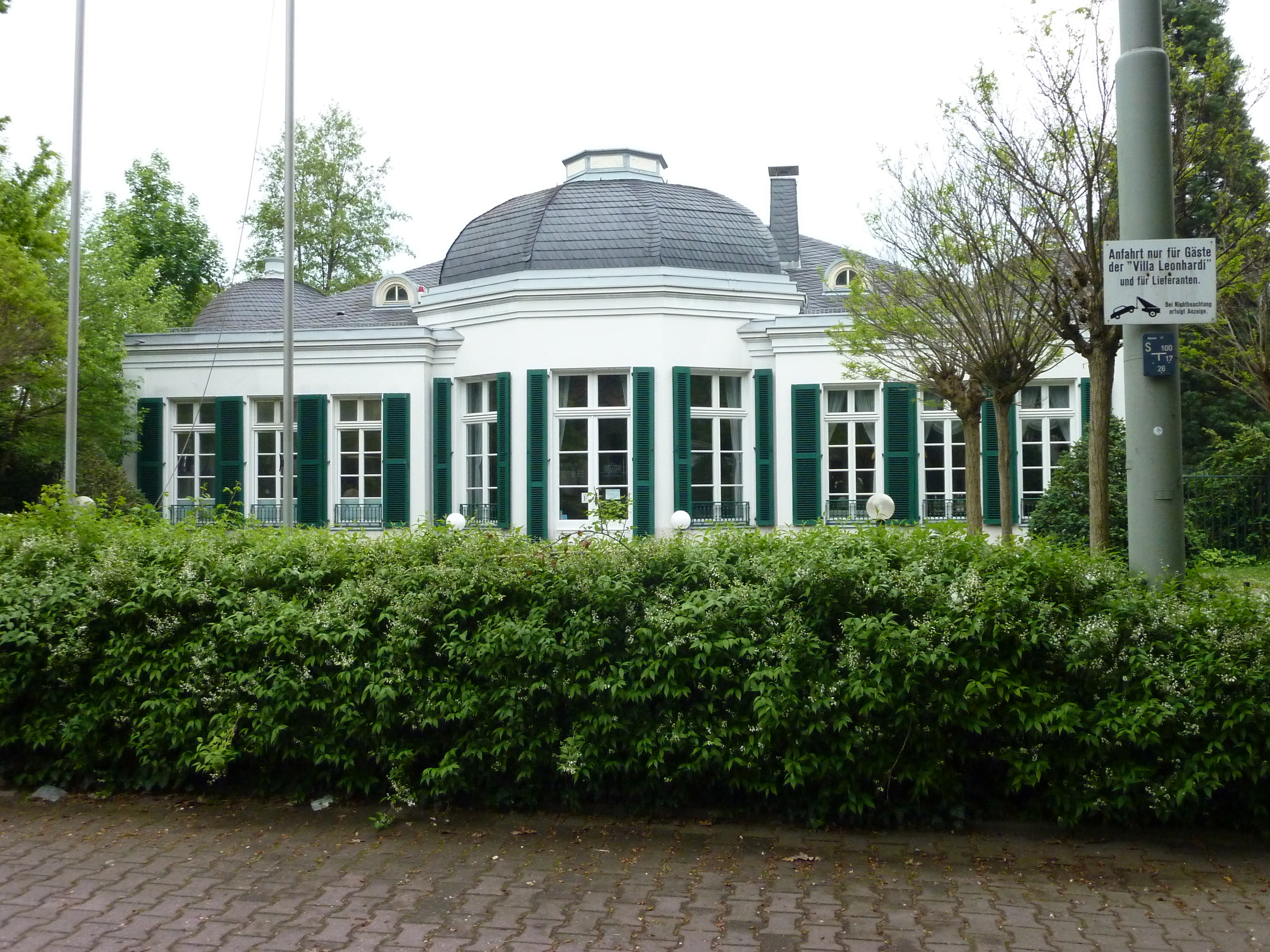
Villa Leonhardi in Frankfurt

Raphael Erlanger war das Dritte von sieben Kindern des Wechselmaklers Löb Moses (später Ludwig Moritz) Erlanger (* 1780 in Heddernheim; † 1857 in Frankfurt am Main) und seiner Frau Jette Beer, später Henriette Erlanger (1780–1856). Wie sein Vater wurde auch er zunächst Wechselmakler an der Frankfurter Börse. Er war ursprünglich jüdischer (israelitischer) Konfession, ließ sich aber am 15. August 1829 in Offenburg lutherisch taufen. Erlanger erwarb 1842 die Villa Leonhardi in Frankfurt.
1848 gründete er sein eigenes Bank- und Wechselgeschäft (das erste neben Rothschild), das ab 1865 unter Erlanger & Söhne firmierte. Als Chef des Frankfurter Stammhauses und der von ihm in den 1850er Jahren gegründeten Bankhäuser in Wien, Paris und London schloss er für die Regierungen verschiedener Staaten wichtige Finanzgeschäfte ab. 1853 war er, neben Mendelssohn & Co., maßgeblich an der Gründung der Weimarischen Bank beteiligt. 1855 initiierte er die Errichtung der Landgräflich Hessische concessionierte Landesbank in Homburg. 1856 war er führend an der Gründung der Banque internationale à Luxembourg beteiligt, 1868 ebenso bei der Oldenburgischen Landesbank.
In Anerkennung dieser Verdienste wurde er am 19. November 1859 zum portugiesischen Baron ernannt, am 9. Oktober 1860 in den sachsen-meiningischen Adelstand erhoben. Anschließend trug er den Namen Raphael von Erlanger. Am 25. August 1871 erfolgte seine Erhebung in den österreichischen Freiherrnstand. Er war portugiesischer und skandinavischer Generalkonsul, Hofbankier und der Vertraute zahlreicher deutscher und ausländischer Fürsten. In den 1860er Jahren war er auch vielfach politisch tätig.
Ab 1859 gehörte er der Senckenbergischen Naturforschenden Gesellschaft an.
1862 gründete er mit Gebrüder Bethmann die Frankfurter Hypothekenbank (heute Teil der Hypothekenbank Frankfurt) und brachte die erste Anleihe Ägyptens auf den Markt. 1864 kaufte er im Auftrag Bismarcks die Eisenbahn Schleswig-Holsteins aus britischem Besitz auf.
Am 13. September 1871 gründete er zusammen mit Ludwig von Erlanger, Simon Moritz von Bethmann, Matthias Franz Borgnis, den Brüdern Zacharias und Isaac Löw Königswarter und Regierungsrat Fr. Wiesenbach die Deutsche Eisenbahn-Baugesellschaft zu Frankfurt a. M. Im November desselben Jahres war er Mitbegründer der Hamburger Anglo-Deutschen Bank und wurde dort Aufsichtsratsmitglied.
1876 stiftete er den Kaiserbrunnen. Er starb laut Augsburger Abendzeitung an einer Lungenentzündung, die er sich durch "Verkälten auf der Jagd" zugezogen hatte.

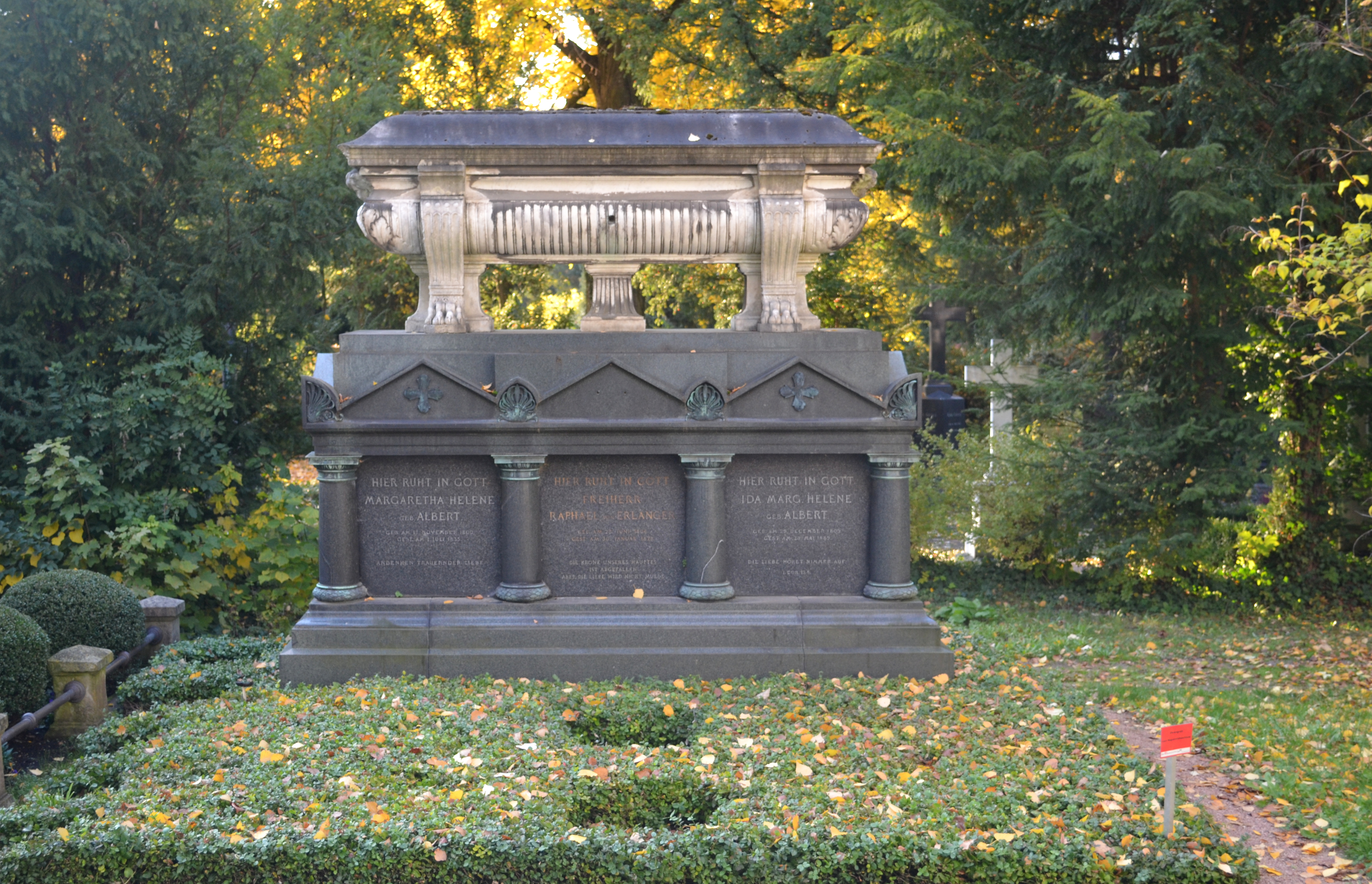
Grab von Raphael von Erlanger

Sein Grab auf dem Frankfurter Hauptfriedhof steht unter Denkmalschutz. Das vom Bildhauer Gustav Kaupert geschaffene Grabdenkmal ist ein neobarockes Kenotaph aus weißem Marmor auf Löwenpranken und mit Cherubim an den Schmalseiten verziert. Markant ist das Postament mit einer Reihe vorgelagerter kleiner Säulen. Das von zwei Greifen gehaltene Familienwappen aus Bronze an der Schauseite wurde gestohlen.

## Familie
Nachdem Raphael Erlanger zum evangelischen Christentum übergetreten war, konnte er am 25. April 1832 seine Jugendliebe Margarethe Helene Albert (* 17. November 1800; † 1. Juli 1835), die Tochter von Johann Valentin Albert, heiraten. Mit ihr hatte er drei Kinder:
- Susanne Adolphine von Erlanger (1829–1843), die am 18. August 1849 den Frankfurter Kaufmann Franz Josef Carl Langenberger (1821–1878; später Teilhaber des Bankhauses Erlanger & Söhne und zeitweise Leiter von dessen Niederlassung in Paris) heiratete
- Friedrich Emil von Erlanger (1832–1911), nannte sich später in Frankreich Frédéric Emile Baron d’Erlanger
- Wilhelm Hermann Carl von Erlanger (1835–1909)

Nach dem Tod seiner ersten Frau heiratete Erlanger am 7. März 1836 deren Schwester, Ida Maria Albert (1809–1889). Mit ihr hatte er zwei weitere Kinder:
- Ludwig Gottlieb Friedrich von Erlanger (1836–1898)
- Viktor Alexander von Erlanger (1840–1894)

Raphael Erlangers jüngster Bruder Marx ließ sich am 2. Juni 1843 ebenfalls lutherisch taufen und nahm danach den Namen Christian Wilhelm Maximilian Erlanger an. Er war in Frankfurt am Main als Musikdirektor tätig.
Zu Erlangers Enkeln zählen der Zoologe Raphael Slidell von Erlanger (1865–1897), der Komponist Frédéric A. Baron d’Erlanger (1868–1943) sowie der Ornithologe und Afrikaforscher Carlo von Erlanger (1872–1904).